# Blangkejeren (Blangkejeren)
Kota Blangkejeren is een bestuurslaag in het regentschap Gayo Lues van de provincie Atjeh, Indonesië. Blangkejeren telt 2.011 inwoners (volkstelling 2010).

## Geboren in Blangkerejen
- Wies van Groningen (1929-2022), schrijfster